# At-Tall
at-Tall, eller al-Tall, (arabiska: التل) är en distriktshuvudort i Syrien. Den ligger i provinsen Rif Dimashq, i den sydvästra delen av landet, 11 kilometer norr om huvudstaden Damaskus. Antalet invånare är 55 561.